# إد لافي
إد لافي (بالإنجليزية: Ed Levy)‏ هو لاعب كرة قاعدة أمريكي، ولد في 28 أكتوبر 1916 في برمنغهام في الولايات المتحدة، وتوفي في 27 أكتوبر 2008 في تيتوسفيل في الولايات المتحدة.